# Futbol Club Barcelona 1999-2000

## Rosa
| N. |                        | Ruolo | Calciatore       |
| -- | ---------------------- | ----- | ---------------- |
| 1  | Paesi Bassi (bandiera) | P     | Ruud Hesp        |
| 2  | Paesi Bassi (bandiera) | D     | Michael Reiziger |
| 3  | Francia (bandiera)     | D     | Frédéric Déhu    |
| 4  | Spagna (bandiera)      | C     | Josep Guardiola  |
| 5  | Spagna (bandiera)      | D     | Abelardo         |
| 6  | Paesi Bassi (bandiera) | C     | Ronald de Boer   |
| 7  | Portogallo (bandiera)  | C     | Luís Figo        |
| 8  | Paesi Bassi (bandiera) | C     | Philip Cocu      |
| 9  | Paesi Bassi (bandiera) | A     | Patrick Kluivert |
| 10 | Finlandia (bandiera)   | C     | Jari Litmanen    |
| 11 | Brasile (bandiera)     | A     | Rivaldo          |
| 12 | Spagna (bandiera)      | D     | Sergi Barjuan    |
| 14 | Nigeria (bandiera)     | C     | Emmanuel Amunike |

| N. |                        | Ruolo | Calciatore        |
| -- | ---------------------- | ----- | ----------------- |
| 17 | Paesi Bassi (bandiera) | D     | Winston Bogarde   |
| 19 | Spagna (bandiera)      | A     | Dani              |
| 20 | Portogallo (bandiera)  | A     | Simão Sabrosa     |
| 21 | Spagna (bandiera)      | C     | Luis Enrique      |
| 22 | Paesi Bassi (bandiera) | D     | Frank de Boer     |
| 23 | Paesi Bassi (bandiera) | C     | Boudewijn Zenden  |
| 25 | Spagna (bandiera)      | P     | Francesc Arnau    |
| 26 | Spagna (bandiera)      | C     | Xavi              |
| 28 | Spagna (bandiera)      | C     | Gabri             |
| 29 | Spagna (bandiera)      | C     | Mario Rosas       |
| 31 | Spagna (bandiera)      | A     | Nano              |
| 32 | Spagna (bandiera)      | D     | Carles Puyol      |
| 37 | Spagna (bandiera)      | A     | Sergio Santamaría |

### Staff tecnico
- Allenatore:  Louis Van Gaal
- Vice-allenatore:  José Mourinho
- Assistente:  André Villas Boas

## Divise
| Casa | Trasferta | Terza | Portiere | Portiere |